# Torneo de Antalya 2017
El Antalya Open 2017 fue un torneo de tenis jugado en césped al aire libre. Esta fue la 1.ª edición del certamen, y forma parte de la gira mundial ATP World Tour 2017 en la categoría ATP 250 series. Se celebró en Antalya, Turquía, del 25 de junio al 1 de julio de 2017.

## Distribución de puntos
| Modalidad            | Campeón | Finalista | Semifinales | Cuartos de final | 2ª ronda | 1ª ronda | Clasificados | 2ª ronda de clasificación | 1ª ronda de clasificación |
| Individual masculino | 250     | 165       | 100         | 50               | 25       | 0        | 13           | 7                         | 0                         |
| Dobles masculino     | 250     | 150       | 90          | 45               | 20       | 0        | -            | -                         | -                         |

## Cabezas de serie

### Individuales masculino
| Tenista           | Ranking | Preclasificado |
| Dominic Thiem     | 8       | 1              |
| Paolo Lorenzi     | 33      | 2              |
| Fernando Verdasco | 34      | 3              |
| David Ferrer      | 37      | 4              |
| Karen Jachanov    | 38      | 5              |
| Viktor Troicki    | 39      | 6              |
| Borna Ćorić       | 43      | 7              |
| Martin Kližan     | 46      | 8              |

- Ranking del 19 de junio de 2017

### Dobles masculino
| Tenista                               | Ranking | Preclasificado |
| Robert Lindstedt Aisam-ul-Haq Qureshi | 69      | 1              |
| Oliver Marach Mate Pavić              | 70      | 2              |
| Santiago González Scott Lipsky        | 103     | 3              |
| Leander Paes Adil Shamasdin           | 104     | 4              |

## Campeones

### Individual masculino
Yuichi Sugita venció a  Adrian Mannarino 6-1, 7-6(4)

### Dobles masculino
Robert Lindstedt /  Aisam-ul-Haq Qureshi vencieron a  Oliver Marach /  Mate Pavić por 7-5, 4-1, ret.
- Torneos ATP en 2017
- Torneo de Antalya